# Mount Vartdal
Mount Vartdahl ist ein 1505 m hoher Berg mit verschneitem Gipfel an der Foyn-Küste des Grahamlands auf der Antarktischen Halbinsel. Er ragt 6 km nordöstlich des Karpf Point am Nordufer des Mill Inlet auf.
Der Falkland Islands Dependencies Survey, der auch die Benennung vornahm, kartierte ihn anhand von Luftaufnahmen der US-amerikanischen Ronne Antarctic Research Expedition (1947–1948) aus dem Jahr 1947. Namensgeber ist der norwegische Polarbibliograph Hroar Vartdal (1903–1950).